# Willem van der Pot

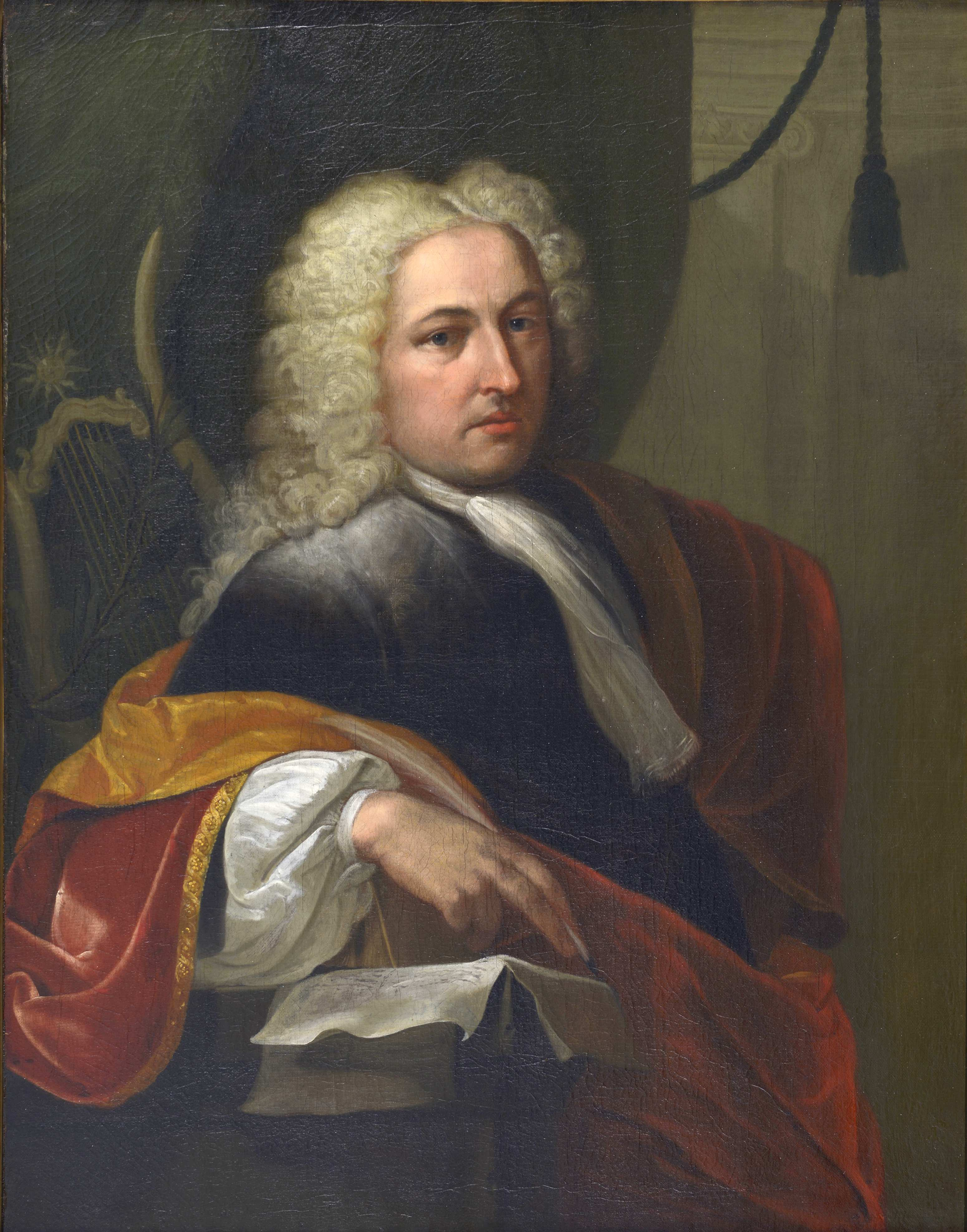
Portret van Willem van der Pot door Dionys van Nijmegen uit 1733.

Willem (Wil) van der Pot (Rotterdam, 6 januari 1704 - aldaar, 28 maart 1783) was een Nederlands lakenhandelaar, suikerraffinadeur, grootgrondbezitter en dichter.

## Levensloop
Willem van der Pot was de zoon van Cornelis van der Pot, koopman en hoofdman van het Lakenbereidersgilde in 1711. Hij woonde aan het Vasteland in Rotterdam.
Willem van der Pot trad in de voetsporen van zijn vader en werd een vooraanstaand lakenhandelaar in Rotterdam en grootgrondbezitter. In Rotterdam bezat hij verschillende pakhuizen aan de Boompjes, de Leuvehaven en de Schiedamsedijk. Ook bezat hij meer dan 50 boerderijen. In 1741 kocht hij buitenplaats Endeldijk in Honselersdijk in het Westland. Nu z'n overlijden ging Endeldijk over op z'n tweede zoon Cornelis van der Pot.
In zijn jonge jaren in 1726 was hij medeoprichter van het kunstkring Natura et Arte met zijn broer Kornelis van der Pot (1707-1728) als mede Frans de Haes (1708-1761) en Adriaen van der Vliet (1707-1777). In 1737 bezocht Voltaire Van der Pot, wiens artistieke gaven in brede kring bekend waren. Hij schreef ook een lijkdicht bij het overlijden van Hubert Kornelisz. Poot. Van der Pot was tevens lid van de in 1766 opgerichte Maatschappij der letterkunde te Leiden. Twee jaar na oprichting gaf hij hun bibliotheek de eerste schenking, z'n eigen dichtbundel Endeldijk.

### Familie

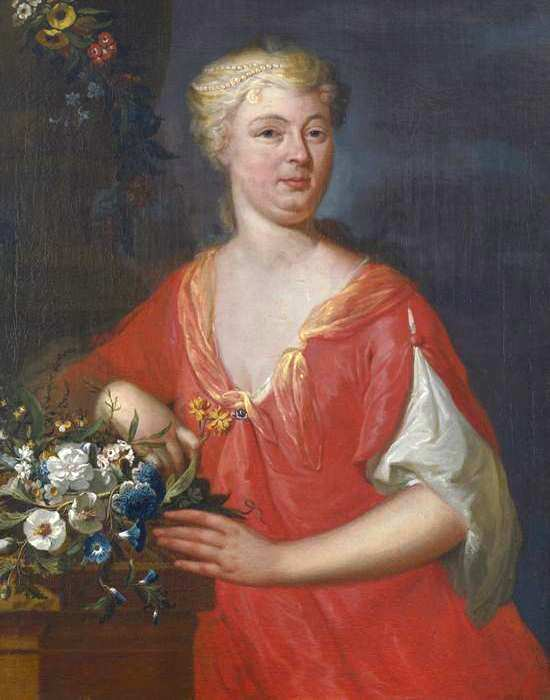
Portret van Sarah Bosch (1707-1777)

Willem van der Pot was op  23 november 1729 in Amsterdam getrouwd met Sara Bosch (1707-1777), dochter van Gerrit Bosch en Anna van Horsten. Ze kregen drie zonen Gerrit van der Pot (1732-1807), Cornelis van der Pot (1736-1805) en Jacob van der Pot (1737-1821), en een dochter Catharina van der Pot, die trouwde met Jan Pott een koopman uit Alkmaar.

## Publicaties
- Brieven van Willem van der Pot aan Frans van Limborch (1679-1765). 1728
- Mirthekranssen, gevlochten voor den huwelyke van den heere Willem vander Pot, en mejuffrouwe Sara Bosch, 1729
- De plicht: lierzang, door Willem van der Pot.
- Troostzang voor den eerwaarden heere Pieter Fontein, wegens het afsterven zyner echtgenoote, juffrouwe Jozina Stol, 1746
- Endeldijk, hofdicht; en andere gedichten. Deel 1, 1768
- Brief van Willem van der Pot aan Marten van der Craght, 1768
- Endeldijk, hofdicht, en andere gedichten, door Willem Van der Pot, P. Van der Eyk, 1768